# Germán Denis
Germán Gustavo Denis (Remedios de Escalada, Provincia de Buenos Aires, 10 de septiembre de 1981) es un exfutbolista profesional argentino que se desempeñaba como delantero.

## Trayectoria

### Talleres de Remedios de Escalada
Se inició futbolísticamente en el Club Atlético Talleres de Remedios de Escalada, club del cual es hincha. Su debut profesional se produce en 1997.

### Quilmes
En 1999 es transferido a Quilmes, donde jugó solo tres partidos y marcó un gol. Sin continuidad, se fue a Los Andes.

### Los Andes
A mediados de 2000 pasa a Los Andes, donde jugó una temporada en primera división.

### Cesena
Jugó por dos temporadas para el Cesena de Italia y marcó dos goles en cada una. Sin embargo, no logra consolidarse y finalizado su contrato decide su vuelta al país.

### Arsenal de Sarandí
De regreso al fútbol de Argentina, en 2003 pasa al Arsenal de Sarandí, donde empieza a destacarse como goleador. Su mejor momento en aquel equipo fue sin duda durante la temporada 2004/2005 donde logró formar una efectiva delantera junto al experimentado goleador José Luis Calderón.

### Colón
A mediados de 2005 es transferido a Colón, donde juega por una temporada. En el club santafesino también logró armar una buena dupla ofensiva que formaba con otro artillero de experiencia como Esteban Fuertes, logró anotar 2 goles en el Clausura 2006.

### Independiente
En julio de 2006 es adquirido por el Club Atlético Independiente, su contratación fue solicitada con insistencia por el entrenador Jorge Burruchaga que ya lo había dirigido en Arsenal de Sarandí. Su rendimiento no fue el esperado y se hizo un jugador resistido por la hinchada del "Rojo". Marcó 6 tantos en el Apertura 2006 y quizá su rendimiento más bajo fue en el Clausura 2007, donde solo consiguió anotar 4 goles.
Parecía que Denis no continuaría en Independiente, pero el nuevo entrenador del equipo Pedro Troglio pidió que siguiera y le garantizó la titularidad. Sin dudas el Apertura 2007 fue el torneo en el que explotó como jugador, jugando excelentes partidos y marcando nada menos que 18 goles, logrando quedar segundo en la marca histórica de goleadores en torneos cortos del Fútbol Argentino. Igualmente, consiguió el récord como mayor goleador de Independiente en un certamen corto, superando los 17 goles de José Luis Calderón en el Clausura 1999. Sus grandes actuaciones motivaron a que Alfio Basile lo convoque por primera vez para integrar la Selección Argentina. El 16 de febrero de 2008 fue expulsado por primera vez en su carrera, jugando por la 2ª fecha del Clausura 2008 contra Tigre. En este torneo convirtió 9 goles.

### Napoli
El 30 de julio de 2008 fue fichado por el Napoli de Italia, con un contrato quinquenal. El 14 de agosto convirtió su primer gol oficial con la camiseta azzurra, frente a los del Vllaznia en la segunda fase clasificatoria de la Copa de la UEFA. Marcó su primer tanto en Serie A el 28 de septiembre, en el partido de visitante contra el Bolonia, y su primer triplete ante el Reggina, el 29 de octubre. Cerró su primera temporada en el conjunto partenopeo con 8 goles en 34 partidos. En la temporada siguiente logró el primer gol el 28 de octubre de 2009 contra el Milán (2-2), en el minuto 93'. También marcó contra el Parma, Sampdoria, Roma y Chievo.

### Udinese
El 17 de agosto de 2010 fue cedido al Udinese, con fórmula de coparticipación. Al término de la temporada, el club friulano compró el 100% de su pase, para luego cederlo a préstamo con derecho de compra al Atalanta.

### Atalanta
El 25 de agosto se fue a préstamo al Atalanta por 500.000 €, el 18 de septiembre de 2011 marca su primer gol con la camiseta del club italiano contra el Palermo en la victoria 1-0, el 21 de septiembre marca un doblete contra el Lecce en la victoria 2 a 1, el 10 de octubre marca a un grande de Italia a la Roma. el 26 de octubre de 2011 marcaría en 5 partidos consecutivamente (Inter, Bologna, Cagliari, 2 goles Siena, SSC Napoli). El 17 de diciembre marca un gol contra la Fiorentina, el 21 de diciembre de 2011 marca un gol contra el Cesena en la goleada 4-1, el 26 de febrero de 2012 tuvo una gran actuación marcando un "hat-trick" ante la Roma en la goleada 4 a 1, su último gol en la temporada 2011/12 fue el 29 de abril de 2012 contra la Fiorentina. Finalizó con 33 partidos y 16 goles fue el goleador del equipo italiano.
El 1 de julio de 2012 el Atalanta compró el pase de Denis por 5.000.000 €. El 2 de septiembre convierte un gol ante el Cagliari en el empate 1-1. El 7 de abril de 2013 Denis convierte un "hat-trick" ante el Inter de Milán. Los goles fueron: el primero, convirtió un penal de remate con la derecha por bajo, junto al palo izquierdo, el segundo fue un remate con la derecha desde el lado izquierdo del interior del área por bajo, junto al palo izquierdo, y el tercero fue un remate con la derecha desde el centro del área por el lado derecho de la portería, al recibir una asistencia de Giacomo Bonaventura con un centro al área.
La temporada 2015/16 sería la de menor rendimiento, al marcar solo 4 goles en 10 partidos por la liga italiana. El 30 de enero de 2016 juega su último partido para el Atalanta, marcando un gol en el empate 1 a 1 frente al Sassuolo.

### Independiente
Denis retorna a Independiente, club en donde explotó allá por el 2007. Su paso no cumplió las expectativas que los hinchas tenían ante la vuelta del goleador. Su vuelta fue en el Estadio Libertadores de America ingresando en el segundo tiempo contra Belgrano de Córdoba. Durante la temporada marcó algunos tantos (ante Godoy Cruz, Colón x2, entre otros) pero no logró asentarse en el equipo dirigido por Gabriel Milito. Independiente contrata a su nuevo DT, Ariel Holan, quien al arribar al club le comunicaría a "el Tanque" que no iba a ser prioridad para él.

### Lanús
Para la temporada 2016-17 ficha por Lanús.

### Universitario de Deportes
El 22 de agosto de 2018 se confirma su llegada al cuadro crema para disputar lo que resta del campeonato clausura más opción a renovar. Debutó en la derrota crema ante F. B. C. Melgar por 2-1 entrando en la segunda mitad por Daniel Chávez Castillo. Su primer gol con el cuadro crema lo marca en la derrota por 4-2 ante Ayacucho FC de penal. Renueva por todo el 2019 con la camiseta crema. En la primera y segunda fecha de la Liga 1 Movistar 2019 anota de penal ante Unión Comercio y Pirata F.C., logrando un empate por 1-1 y una victoria por 3-1 respectivamente. En la tercera fecha logra su primer 'doblete' con Universitario, dando el triunfo al cuadro merengue por 2-3 ante U. San Martín. Fechas después, logra anotar de cabeza ante el Club Carlos A. Mannucci de Trujillo de tal manera que le dio al cuadro crema el triunfo por 1-0. El 22 de agosto de 2019 se desvincula del club para jugar en el Urbs Reggina 1914.

## Selección mayor
El 7 de octubre de 2007 fue convocado por primera vez para integrar la Selección Argentina, en vistas a los enfrentamientos con Chile y Venezuela por las dos primeras fechas de las eliminatorias sudamericanas para el Mundial de Sudáfrica 2010.
Finalmente debutó en la Selección Argentina el martes 16 de octubre de 2007, por la segunda fecha de las eliminatorias del Mundial Sudáfrica 2010, en el partido Venezuela 0 - Argentina 2. Entró en reemplazo de Carlos Tévez a los 35 minutos del segundo tiempo.

## Estadísticas
- Actualizado el 30 de abril de 2022.

| Club | Div.          | Temporada     | Liga  | Liga  | Copas Nacionales(1) | Copas Nacionales(1) | Torneos Internacionales(2) | Torneos Internacionales(2) | Total | Total | Media goleadora(3) |
| Club | Div.          | Temporada     | Part. | Goles | Part.               | Goles               | Part.                      | Goles                      | Part. | Goles | Media goleadora(3) |
| --- | ------------- | ------------- | ----- | ----- | ------------------- | ------------------- | -------------------------- | -------------------------- | ----- | ----- | ------------------ |
| Talleres (RE) Argentina | 3.ª           | 1997-98       | 8     | 1     | -                   | -                   | -                          | -                          | 8     | 1     | 0,13               |
| Talleres (RE) Argentina | 3.ª           | 1998-99       | 14    | 3     | -                   | -                   | -                          | -                          | 14    | 3     | 0,21               |
| Talleres (RE) Argentina | Total club    | Total club    | 22    | 4     | -                   | -                   | -                          | -                          | 22    | 4     | 0,18               |
| Quilmes Argentina | 2.ª           | 1999-00       | 3     | 1     | -                   | -                   | -                          | -                          | 3     | 1     | 0,33               |
| Quilmes Argentina | Total club    | Total club    | 3     | 1     | -                   | -                   | -                          | -                          | 3     | 1     | 0,33               |
| Los Andes Argentina | 1.ª           | 2000-01       | 10    | 3     | -                   | -                   | -                          | -                          | 10    | 3     | 0,30               |
| Los Andes Argentina | Total club    | Total club    | 10    | 3     | -                   | -                   | -                          | -                          | 10    | 3     | 0,30               |
| Cesena · Italia | 3.ª           | 2001-02       | 10    | 2     | -                   | -                   | -                          | -                          | 10    | 2     | 0,20               |
| Cesena · Italia | 3.ª           | 2002-03       | 19    | 2     | -                   | -                   | -                          | -                          | 19    | 2     | 0,11               |
| Cesena · Italia | Total club    | Total club    | 29    | 4     | -                   | -                   | -                          | -                          | 29    | 4     | 0,14               |
| Arsenal Argentina | 1.ª           | 2003-04       | 17    | 4     | -                   | -                   | 0                          | 0                          | 17    | 4     | 0,24               |
| Arsenal Argentina | 1.ª           | 2004-05       | 26    | 8     | -                   | -                   | 6                          | 1                          | 32    | 9     | 0,28               |
| Arsenal Argentina | Total club    | Total club    | 43    | 12    | -                   | -                   | 6                          | 1                          | 49    | 13    | 0,27               |
| Colón Argentina | 1.ª           | 2005-06       | 36    | 11    | -                   | -                   | -                          | -                          | 36    | 11    | 0,31               |
| Colón Argentina | Total club    | Total club    | 36    | 11    | -                   | -                   | -                          | -                          | 36    | 11    | 0,31               |
| Independiente Argentina | 1.ª           | 2006-07       | 34    | 10    | -                   | -                   | -                          | -                          | 34    | 10    | 0,29               |
| Independiente Argentina | 1.ª           | 2007-08       | 36    | 27    | -                   | -                   | -                          | -                          | 36    | 27    | 0,75               |
| Independiente Argentina | 1.ª           | 2016          | 15    | 3     | 1                   | 0                   | -                          | -                          | 16    | 3     | 0,19               |
| Independiente Argentina | 1.ª           | 2016-17       | 11    | 2     | 1                   | 0                   | 1                          | 0                          | 13    | 2     | 0,15               |
| Independiente Argentina | Total club    | Total club    | 96    | 42    | 2                   | 0                   | 1                          | 0                          | 99    | 42    | 0,42               |
| Napoli · Italia | 1.ª           | 2008-09       | 34    | 8     | 1                   | 0                   | 4                          | 2                          | 40    | 10    | 0,25               |
| Napoli · Italia | 1.ª           | 2009-10       | 29    | 5     | 2                   | 0                   | 0                          | 0                          | 31    | 5     | 0,16               |
| Napoli · Italia | Total club    | Total club    | 63    | 13    | 3                   | 0                   | 4                          | 2                          | 71    | 15    | 0,21               |
| Udinese · Italia |               |               |       |       |                     |                     |                            |                            |       |       |                    |
| 1.ª | 2010-11       | 25            | 4     | 2     | 1                   | 0                   | 0                          | 27                         | 5     | 0,19  |                    |
| 1.ª | 2011-12       | 0             | 0     | 0     | 0                   | 1                   | 1                          | 1                          | 1     | 1,00  |                    |
| Total club | Total club    | 25            | 4     | 2     | 1                   | 1                   | 1                          | 28                         | 6     | 0,21  |                    |
| Atalanta · Italia | 1.ª           | 2011-12       | 33    | 16    | 0                   | 0                   | -                          | -                          | 33    | 18    | 0,55               |
| Atalanta · Italia | 1.ª           | 2012-13       | 36    | 15    | 2                   | 0                   | -                          | -                          | 36    | 15    | 0,42               |
| Atalanta · Italia | 1.ª           | 2013-14       | 33    | 11    | 1                   | 0                   | -                          | -                          | 33    | 11    | 0,33               |
| Atalanta · Italia | 1.ª           | 2014-15       | 32    | 8     | 1                   | 0                   | -                          | -                          | 33    | 8     | 0,24               |
| Atalanta · Italia | 1.ª           | 2015-16       | 15    | 4     | 1                   | 0                   | -                          | -                          | 16    | 4     | 0,25               |
| Atalanta · Italia | Total club    | Total club    | 153   | 54    | 5                   | 0                   | -                          | -                          | 158   | 54    | 0,34               |
| Lanús Argentina | 1.ª           | 2016-17       | 6     | 3     | -                   | -                   | 5                          | 1                          | 11    | 4     | 0,36               |
| Lanús Argentina | 1.ª           | 2017-18       | 7     | 2     | 2                   | 0                   | 3                          | 0                          | 12    | 2     | 0,16               |
| Lanús Argentina | Total club    | Total club    | 13    | 5     | 2                   | 0                   | 8                          | 1                          | 23    | 6     | 0,26               |
| Universitario · Perú | 1.ª           | 2018          | 15    | 6     | -                   | -                   | 0                          | 0                          | 15    | 6     | 0,40               |
| Universitario · Perú | 1.ª           | 2019          | 18    | 10    | -                   | -                   | 0                          | 0                          | 18    | 10    | 0,56               |
| Universitario · Perú | Total club    | Total club    | 33    | 16    | 0                   | 0                   | 0                          | 0                          | 33    | 16    | 0,48               |
| Reggina · Italia | 3.ª           | 2019-20       | 23    | 12    | 0                   | 0                   | -                          | -                          | 23    | 12    | 0,52               |
| Reggina · Italia | 2.ª           | 2020-21       | 30    | 5     | 2                   | 0                   | -                          | -                          | 32    | 5     | 0,16               |
| Reggina · Italia | 2.ª           | 2021-22       | 9     | 1     | 1                   | 0                   | -                          | -                          | 10    | 1     | 0,10               |
| Reggina · Italia | Total club    | Total club    | 62    | 18    | 3                   | 0                   | 0                          | 0                          | 65    | 18    | 0,28               |
| Total carrera | Total carrera | Total carrera | 588   | 186   | 17                  | 1                   | 21                         | 5                          | 626   | 192   | 0,31               |
| (1) Incluye datos de la Copa Italia (2010 - 2014). (2) Incluye datos de la Copa Sudamericana (2004), Liga Europa de la UEFA (2008/09) y Liga de Campeones de la UEFA (2011). (3) Media de goles por encuentro. No incluye goles en partidos amistosos. |               |               |       |       |                     |                     |                            |                            |       |       |                    |

## Palmarés
| Título  | Club              | País              | Año     |
| ------- | ----------------- | ----------------- | ------- |
| Serie C | Urbs Reggina 1914 | Regio de Calabria | 2019/20 |

### Distinciones individuales
| Distinción                                        | Año    |
| ------------------------------------------------- | ------ |
| Máximo goleador de la Primera División (18 goles) | A-2007 |